# Герберт Кляйн (плавець)
Герберт Кляйн (нім. Herbert Klein, 25 березня 1923 — 25 вересня 2001) — німецький плавець.
Призер Олімпійських Ігор 1952 року, учасник 1956 року.
Чемпіон Європи з водних видів спорту 1950 року.